# Книга художника

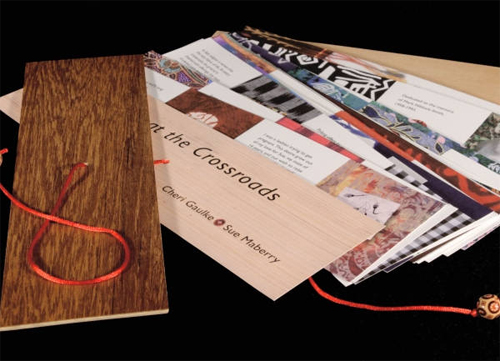
Один з експонатів у стилі Книги художника

Книга художника, також арт-книга (фр. Livre d'artiste, англ. Artist's book) — витвір  мистецтва, в якому автор опрацьовує не тільки зміст та  ілюстрації, але й усі інші елементи книги.

## Короткий опис
Книга художника може бути унікальною, зробленої автором цілковито вручну, або випускатися обмеженим накладом, з використанням друкованої графіки, принтера, цифрового друку та інших малотиражних технік.
Книга художника — своєрідний творчий метод, в якому автор використовує книжкову форму як основний інструмент самовираження. Тут поняття «автор» слід розуміти в широкому сенсі слова, як творець, майстер особливого виду мистецтва. На відміну від  письменника він створює книгу як цілісний організм, в якому текст стає лише однією зі складових комплексного арт-меседжу. Послання, «зашифроване» в Книзі художника, майже ніколи не обмежується візуальною й концептуальною стороною— не менш важливими виступають тактильні, слухові, а іноді й  нюхові та смакові відчуття.
Українська книга художника, з одного боку, успадкувала традиції французької «livre d'artiste», що виникла на початку XX століття, з другого боку, англійського поняття "artist's book", що з'явився в 1960-х роках.
Поряд з виданнями, що зберігають традиційну форму книги, в поняття Книга художника також включають книги-об'єкти, книги-перформанси, книги ленд-арт, реді-мейд, мейл-арт, медіа-арт.
В Україні проводилося чимало виставок, присвячених книзі художника, наприклад «Арт-книга. Версія для дітей», АРТ–книга. Виставка Інтернаціонального об’єднання «Книга художника» або виставка у Музеї книги і друкарства України .

## Колекції
Книжки художника як правило збирають спеціалізовані бібліотеки або спеціалізовані відділи національних бібліотек, оскільки звичайні бібліотеки не мають відповідних умов зберігання й каталогування таких видань. У США багато великих бібліотек мають відділи книг художника. Такі відділи є, наприклад, у бібліотеках Колумбійського, Гарвардського, Принстонського університетів, у музеї Метрополітен, Смітсонівському інституті, Бруклінському музеї мистецтв. У Канаді велику колекцію книжок художника має Митецька галерея Торонто. У Німеччині багату колекцію книг художника мають Музей Пабло Пікассо (Мюнстер), Бібліотека герцога Августа (Вольфенбюттель), Кабінет лірики (Мюнхен), Художній музей у Коттбусі, Баварська державна бібліотека, Штуттгартська державна галерея, Бібліотека Карла фон Осієцького Ольденбурзького університету, Німецький літературний архів (Марбах). У Франції велику колекцію книг художника зібрано в Національній бібліотеці Франції. Найвідомішим у Європі спеціалізованим закладом, що збирає книги художника є Архів малих друків та комунікації (Archive for Small Press & Communication) у Антверпені.

## Вибрані художники
У жанрі Книга художника працюють чимало художників.
Бельгія
- Гі Бле

Нідерланди
- Ірма Боом

Німеччина
- Йозеф Бойс
- Юрген Партенгаймер
- Дітер Рот
- Роземарі Трокель
- Вольф Фостель

США
- Джек Пірсон
- Джордж Брехт
- Лоуренс Вейнер
- Вотер Єм

Франція
- П'єр Алешинські (Pierre Alechinsky)
- Ален Бар (Alain Bar)
- Еліз Барбоза (Eliz Barbosa)
- Женев'єв Бесс
- Андре Беша
- Alain de La Bourdonnaye
- Серж Шамшинов
- Ізабелла К'яффі
- Жак Клозель
- Т. Донателла[5]
- Патрісія Ербелдінг[6]
- Бернар Фуше
- Клер Ілу[7]
- Крістіан Жуст
- Жан-Клод Маттра[8]
- Марі Франс Міссір
- Коко Текседр
- Ів Піке
- Франсуа Ріґі[9]
- François Da Ros[10]
- Венсан Руж'є
- Т'єрі Ле Саек
- Тоні Суліє
- Марк Вернер
- Сара Віам

Україна
- Павло Маков
- Любомир Тимків [Архівовано 6 жовтня 2014 у Wayback Machine.]
- Ігор Баранько
- Олег Грищенко[11]
- Стас Букало, Влад Букало
- Ігор Подольчак
- Володимир Гавриш, Марія Гавриш

Швейцарія
- Даніель Сперрі